# Герман (Иванов)
Епископ Герман (в миру Яков Фёдорович Иванов; 1863, Санкт-Петербург — 6 (19) февраля 1903, Санкт-Петербург) — епископ Русской православной церкви, епископ Люблинский, викарий Холмско-Варшавской епархии.

## Биография
Родился в 1863 году в Санкт-Петербурге в семье диакона Митрофановско-Кладбищенской церкви.
Окончил Александро-Невское духовное училище, Олонецкую духовную семинарию.
30 января 1890 года в церкви Санкт-Петербургской духовной академии её ректором епископом Антонием (Вадковским) в один день со своим однокурсником Иваном Страгородским был пострижен в монашество. Получил имя в честь преподобного Германа Валаамского, Страгородский — в честь Сергия Валаамского. При пострижении присутствовал епископ Смоленский Гурий (Охотин) и управляющий синодальной канцелярией В. К. Саблер.
27 мая 1890 года рукоположен во иеромонаха.
В том же году окончил Санкт-Петербургскую духовную академию со степенью кандидата богословия с правом соискания степени магистра богословия без нового устного испытания.
12 июня 1891 года определён смотрителем Звенигородского духовного училища.
С 1892 года — инспектор Вифанской духовной семинарии.
С 1893 года — инспектор Могилёвской духовной семинарии.
С 1894 года — преподаватель Воронежской духовной семинарии.
С 1897 года — возведён в сан архимандрита и определён настоятелем Яблочинского Свято-Онуфриевского монастыря.
14 сентября 1898 года император Николай II утвердил доклад Святейшего Синода «о бытии настоятелю Яблочинского Свято-Онуфриевского первоклассного монастыря, архимандриту Герману епископом Люблинским, викарием Холмско-Варшавской епархии, с тем, чтобы наречение и посвящение его въ епископский сан произведено было въ С.-Петербурге».
1 ноября 1898 года в Исаакиевском кафедральном соборе в Санкт-Петербурге хиротонисан во епископа Люблинского, викария Холмско-Варшавской епархии. Чин хиротонии совершали: архиепископ Финляндский и Выборгский Антоний (Вадковский), епископ Тамбовский Георгий (Орлов), епископ Гурий (Охотин), епископ Алеутский и Аляскинский Тихон (Беллавин) и епископ Ямбургский Вениамин (Муратовский).
С 1901 года — действительный член Казанской духовной академии.
В начале июля 1901 года прислан в помощь заболевшему епископу Псковскому Антонину (Державину) для управления Псковской епархией. 2 марта епископ Антонин скончался. Епископ Люблинский Герман (Иванов) вступил во временное управление Псковской епархией согласно определению Святейшего Синода от 2—5 марта 1902 года за № 33, о кончине Преосвященного Псковского Антонина. Управлял епархией до 26 марта того же года, пока на кафедру не прибыл поставленный во епископа 19 марта Сергий (Ланин).
Прилагали усилия к выключению Холмщины из Польского Королевства и создания самостоятельной губернии в составе Российской Империи, что должно было предотвратить полонизацию русинов и их отход от православия. Эта деятельность увенчалась успехом уже при его преемнике по кафедре Евлогие (Георгиевском) в 1912 году.
5 декабря 1902 года уволен на покой с правом управления Яблочинским монастырём.
Скончался 6 февраля 1903 года в Санкт-Петербурге. Похоронен в церкви святого Исидора Александро-Невской лавры в Санкт-Петербурге.